# 利光永松
利光 永松（としみつ ながまつ、1883年（明治16年）12月 - 没年不明）は、日本の実業家。鬼怒川水力電気取締役。小田急電鉄常務取締役。

## 人物
大分県・利光幸太郎の二男。1907年、明治大学法科卒業。1911年、甥・勇平方より分家した。1918年、鬼怒川水力電気会社に入り、調度課長に進み、1934年、取締役に挙げられた。
1941年、合併改称により、小田急電鉄会社常務取締役に選ばれた。趣味は飼犬。宗教は仏教。

## 家族・親族
利光家
東京市北多摩郡狛江村和泉
- 妻・ヨシエ（大阪、安東萬吉の三女）[1][2][3]

1890年 -
- 男・一郎（慶應病院勤務）[2][3]

1915年 -
- 男[1]

1918年 -
- 女[1]

1921年 -
- 三女[1]

1929年 -